# Episodi di M*A*S*H (settima stagione)
La settima stagione della serie televisiva M*A*S*H è andata in onda negli Stati Uniti d'America dal 18 settembre 1978 al 12 marzo 1979.
| nº | Titolo originale            | Titolo italiano                         | Prima TV USA      | Prima TV Italia |
| -- | --------------------------- | --------------------------------------- | ----------------- | --------------- |
| 1  | Commander Pierce            | Il Comandante Pierce                    | 18 settembre 1978 |                 |
| 2  | Peace on Us                 | Pace tra di noi                         | 25 settembre 1978 |                 |
| 3  | Lil                         | Lil                                     | 2 ottobre 1978    |                 |
| 4  | Our Finest Hour             | Le nostre ore più belle                 | 9 ottobre 1978    |                 |
| 5  | The Billfold Syndrome       | La sindrome del portafoglio             | 16 ottobre 1978   |                 |
| 6  | None Like it Hot            | Il giorno più caldo                     | 23 ottobre 1978   |                 |
| 7  | They Call the Wind Korea    | Lo chiamavano il vento di Corea         | 30 ottobre 1978   |                 |
| 8  | Major Ego                   | Il Maggiore Ego                         | 6 novembre 1978   |                 |
| 9  | Baby, It's Cold Outside     | Baby fuori fa freddo                    | 13 novembre 1978  |                 |
| 10 | Point of View               | Punti di vista                          | 20 novembre 1978  |                 |
| 11 | Dear Comrade                | Caro commilitone                        | 27 novembre 1978  |                 |
| 12 | Out of Gas                  | A corto di benzina                      | 4 dicembre 1978   |                 |
| 13 | An Eye for a Tooth          | Occhio per dente                        | 11 dicembre 1978  |                 |
| 14 | Dear Sis                    | Cara sorella                            | 18 dicembre 1978  |                 |
| 15 | B.J. Papa San               | B.J. Papa San                           | 1º gennaio 1979   |                 |
| 16 | Inga                        | Inga                                    | 8 gennaio 1979    |                 |
| 17 | The Price                   | La ricompensa                           | 15 gennaio 1979   |                 |
| 18 | The Young and the Restless  | Il giovane e l'irrequieto               | 22 gennaio 1979   |                 |
| 19 | Hot Lips is Back in Town    | Margaret torna in città                 | 29 gennaio 1979   |                 |
| 20 | C*A*V*E                     | La cava                                 | 5 febbraio 1979   |                 |
| 21 | Rally Round the Flagg, Boys | Radunarsi intorno alla bandiera ragazzi | 14 febbraio 1979  |                 |
| 22 | Preventative Medicine       | Medicina preventiva                     | 19 febbraio 1979  |                 |
| 23 | A Night at Rosie's          | Una notte da Rosie                      | 26 febbraio 1979  |                 |
| 24 | Ain't Love Grand?           | Non è splendido l'amore                 | 5 marzo 1979      |                 |
| 25 | The Party                   | Il party                                | 12 marzo 1979     |                 |